# Bronislava Nijinska

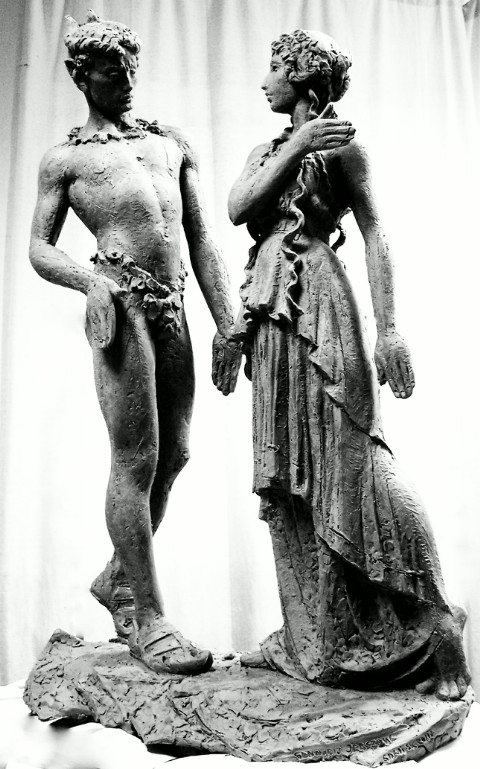
Sculpture de Vaslav et Bronislava Nijinska par Giennadij Jerszow, Grand Théâtre de Varsovie.

Bronislava Nijinska (en russe : Бронислава Фоминична Нижинская, Bronislava Fominitchna Nijinskaïa ; en polonais : Bronisława Niżyńska) est une danseuse, chorégraphe et maîtresse de ballet russe née le 8 janvier 1891 à Minsk (Empire russe) et morte le 21 février 1972 à Pacific Palisades (Los Angeles).

## Biographie
Née en 1891 à Minsk, fille d'un couple de danseurs polonais (Eleonora Bereda et Tomasz Niżyński) et sœur du célèbre danseur Vaslav Nijinski, Bronislava Nijinska est initiée aux claquettes avec les danseurs Noirs américains, alors en tournée, les Johnson and Johnson. ses parents lui enseignent aussi de nombreuses danses folkloriques polonaise, hongroises et russes. Ensuite, elle est formée par Enrico Cecchetti puis à l'école impériale de ballet de Saint-Pétersbourg avec Nicolaï Legat et Michel Fokine.
Elle acquiert ses premières expériences professionnelles avec le ballet du Théâtre Mariinsky. Dès 1909 elle fait partie, comme son frère Vaslav, des Ballets russes de Serge de Diaghilev. Elle danse dans Le Carnaval et Schéhérazade de Fokine. Elle est remarquée dans le rôle de la danseuse de rue dans Petrouchka (1911) de Fokine. Mais la plus grande influence dans la carrière de Nijinska est celle de son frère, Vaslav, qu'elle assiste dans sa création. Dans un premier temps elle répète secrètement  L'Après-midi d'un faune (1912) avec lui. Elle est très influencée par l’abstraction de son geste dansé, ancré dans le sol, et par ses effets de groupe.
En 1915, elle présente ses premiers solos, dont Feuilles d'automne. À la suite de cela, elle ouvre en 1919 une école de danse à Kiev, l’École du mouvement. Le jeune Serge Lifar est l'un de ses premiers élèves.
Elle s'intéresse au Constructivisme grâce à l'artiste Alexandra Exter, avec laquelle elle collabore pour des costumes. Ce mouvement artistique sera une influence importante dans son œuvre: elle travaillera avec Nathalie Gontcharova et Michel Larionov.
En 1921, à la faveur d'une brouille de Serge de Diaghilev avec son maître de ballet Léonide Massine, elle revient aux Ballets russes, engagée pour les diriger. Elle marque l'histoire de la compagnie en améliorant la technique académique. Parmi ses premiers ballets, Le Renard (1922) sur une musique d'Igor Stravinsky. Mais son chef-d'œuvre demeure sans doute Les Noces (1923), inspiré par la musique de Stravinsky. Le ballet, racontant les noces de paysans russes, mêle l'inspiration primitiviste à la modernité du geste.  Il s'agit aussi d'un rite érotique, qui rappelle la puissance du Sacre du printemps de Vaslav Nijinski.
Elle chorégraphie divers ballets pour la compagnie, dont Le Train bleu et Les Fâcheux, sur une musique de Georges Auric en 1924, dans lequel Nijinska danse elle-même l'un des rôles masculins. La même année, elle crée un autre ballet important dans son œuvre, Les Biches, fête galante de jeunes femmes émancipées, satire d'une société élégante, sur une musique de Francis Poulenc et avec des décors et costumes de Marie Laurencin. Elle y incarne une hôtesse flirteuse.
On peut encore évoquer Boléro de Maurice Ravel en 1928, créé pour la première de l'œuvre.
En 1931, aux côtés de Anton Dolin, elle chorégraphie La Belle Hélène pour la danseuse étoile Nini Theilade à Stockholm, sur une mise en scène de Max Reinhardt.
De 1932 à 1937 elle dirige sa propre compagnie de danse puis déménage à Los Angeles pour y ouvrir une école de danse et pour y travailler en tant que chorégraphe invitée par d'autres compagnies et théâtres. C'est après 1945 qu'elle est à nouveau amenée à travailler en Europe avec, entre autres, le marquis de Cuevas.
En 1964, le danseur et chorégraphe britannique Frederick Ashton, qui dirige le Royal Ballet, invite Nijinska à remonter Les Biches.
Bronislava Nijinska meurt aux États-Unis en 1972.

## Hommages
- Le 11 juin 2011, la première sculpture polonaise des danseurs polonais/russes Vaslav Nijinsky et de sa sœur Bronislava Nijinska a été dévoilée dans le foyer du Teatr Wielki. Il les met en scène dans leurs rôles de Faune et de Nymphe du ballet L'après-midi d'un faune. Commandée par le Ballet national de Pologne, la sculpture a été réalisée en bronze par le célèbre sculpteur polonais/ukrainen Giennadij Jerszow.

## Autobiographie
- Bronislava Nijinska, Mémoires 1891-1914, [1981), trad. G. Manoni, Paris, Ramsey, 1983.